# Sánchez, Lagos y de la Torre
Sánchez, Lagos y de la Torre fue uno de los estudios de arquitectura más importantes de la primera mitad del siglo XX en la Argentina. Se destacó dentro de las corrientes racionalistas y modernas de la época.
Fue formado en la década de 1920 por el ingeniero Gregorio Sánchez (Montevideo, Uruguay; 14 de marzo de 1891 - Buenos Aires, Argentina; 30 de agosto de 1944) y los arquitectos Ernesto Lagos (Buenos Aires, 23 de abril de 1890 - Íd.; 30 de septiembre de 1977) y Luis María de la Torre Campos (Buenos Aires, 3 de junio de 1890 - Íd.; 1 de enero de 1975).
Aunque sus primeros trabajos se ajustaron a la estética academicista que estaba en apogeo en Buenos Aires desde fines del siglo XIX, rápidamente avanzaron hacia corrientes novedosas como el art déco, desembocando en la sobriedad ornamental del racionalismo.

## Obras
Sus primeras obras en la capital argentina fueron la casita de ladrillos en la calle Bacacay n.º 2570 del barrio de Flores (año 1924), el edificio de departamentos propiedad de Samuel Bosch en Posadas n.º 1669 (año 1926), el de la calle Montevideo n.º 1875, el de Viamonte n.º 308, el chalet de Mariano Gradín en 11 de septiembre n.º 2153 del barrio de Belgrano (año 1929) y la Escuela y Jardín de Infantes del Jockey Club (1929, actual Escuela Municipal n.º 30, D.E. N.º 9. "Granaderos de San Martín"). El edificio de Avenida Córdoba n.º 1237 muestra el eclecticismo que podía abrazar el estudio.
Ya en 1931 el gran edificio escalonado de la esquina de Avenida Córdoba y calle Libertad mostró un alejamiento de las tendencias clásicas, surgiendo el art déco. En 1934 sería el edificio de la calle México n.º 543 (en San Telmo), ya inscripto en el puro racionalismo. Otros edificios residenciales que siguieron este sobrio estilo fueron el de Tucumán n.º 425 (1938), el de Av. Alvear n.º 1502 (1937), el de la Av. Córdoba n.º 443, los dos adyacentes en el pasaje tres Sargento n.º 422 y n.º 436. En cuanto a las oficinas, se destaca el edificio con entradas por Diagonal Sur 751 y Moreno 750 (1938) y el gran edificio ocupando una manzana completa de forma triangular, en Diagonal Norte n.º 938 (año 1949, en equipo junto con Joselevich y Ricur, Jacobs y Giménez y Falomir).
Pero sin duda la obra más importante que brindaron Sánchez, Lagos y de la Torre es el Edificio Kavanagh, gigantesca mole de hormigón armado de 120 metros de altura frente a la Plaza San Martín, construida para Corina Kavanagh entre 1933 y 1936.
Otro edificio de viviendas de importancia arquitectónica para la Argentina fue el que proyectaron para Jerónimo Insúa en la actual Avenida del Libertador n.º 3080 (año 1936), porque originalmente su planta baja era libre (concepto ya impulsado por Le Corbusier), siendo sostenido por columnas y contando solamente con el acceso a los pisos superiores recostado hacia un lado. Posteriormente, el consorcio del edificio decidió obtener rédito de un local comercial que se instaló en esa planta baja, y por ello la obra perdió su característica más innovadora.
En cuanto a edificios públicos, Sánchez, Lagos y de la Torre proyectaron la monumental casa central del Banco de la Provincia de Buenos Aires en el cruce de las calles San Martín y Bartolomé Mitre de Capital Federal, construido en etapas entre 1939 y 1957. Además, la sede social del Automóvil Club Argentino (1942) en la Avenida del Libertador n.º 1850, como parte de un gran equipo además integrado por Antonio Vilar, Héctor Morixe y Jorge Bunge y Calvo, Jacobs y Giménez. Por último, la sede del Ministerio de Industria y Comercio en la Diagonal Sur (1954).

## Galería de imágenes

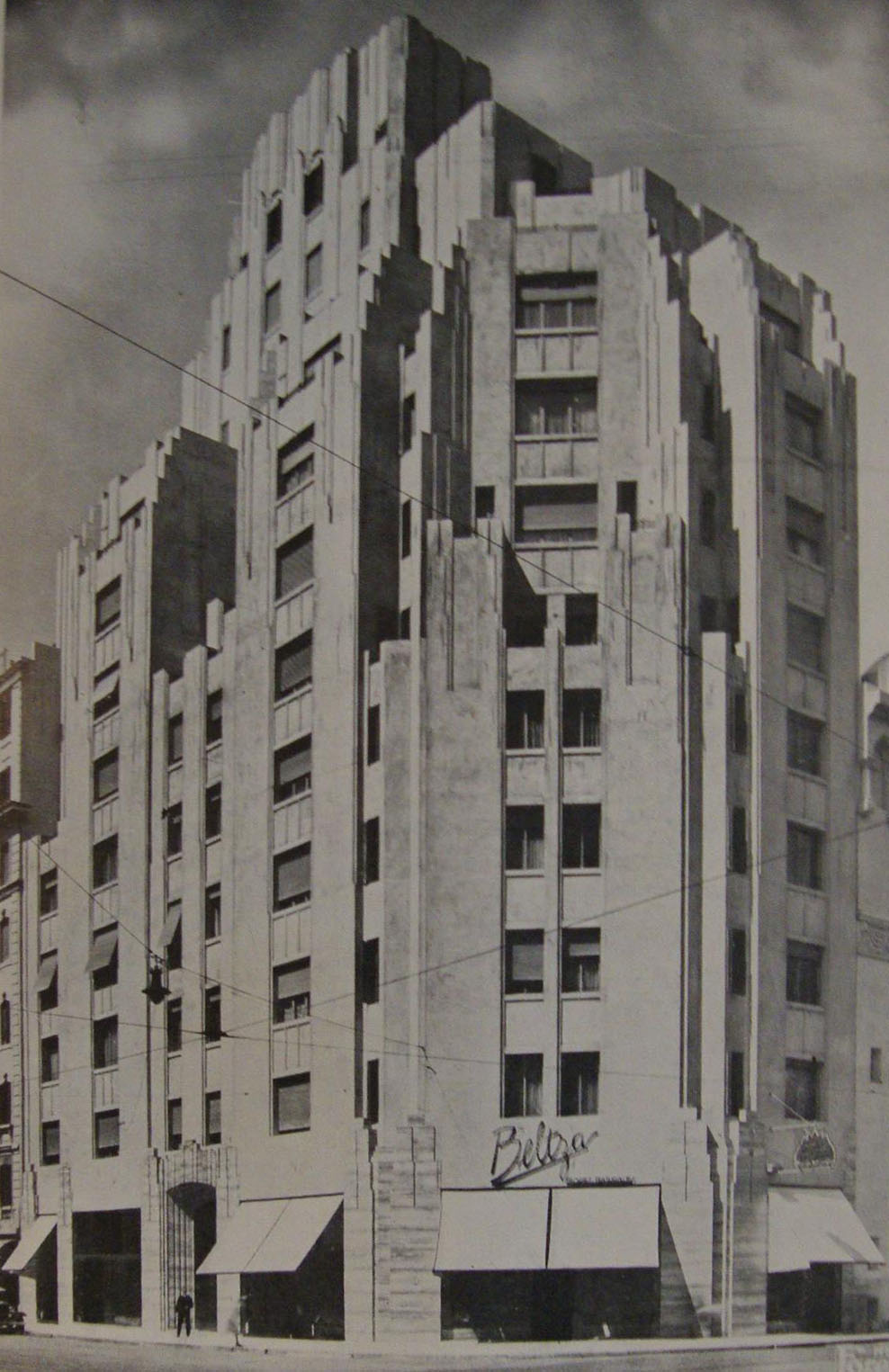
El Edificio de Av. Córdoba y Libertad
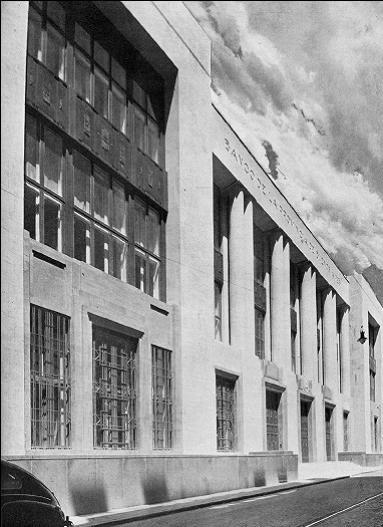
La Casa Central del Banco de la Provincia de Buenos Aires
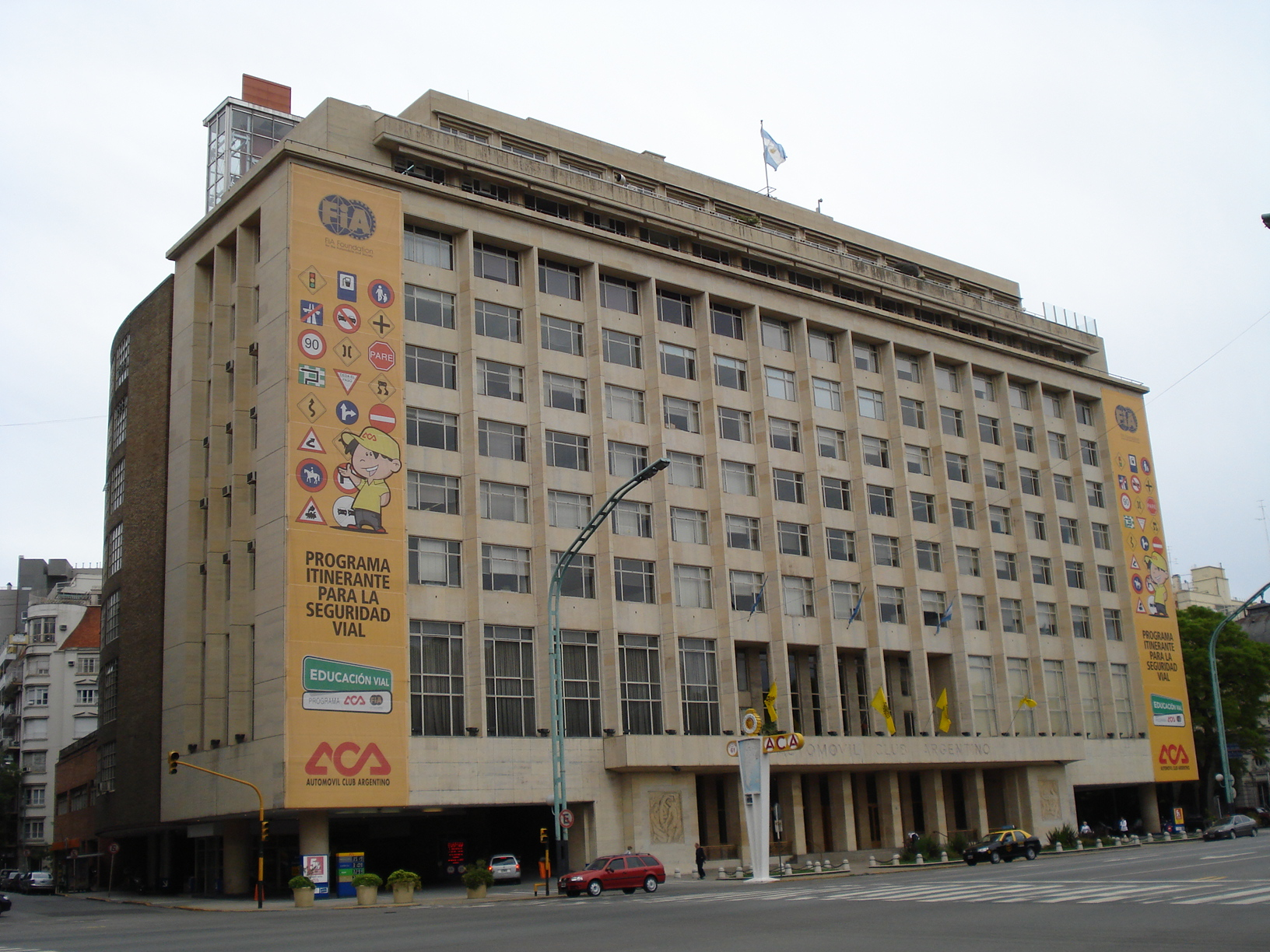
Automóvil Club Argentino
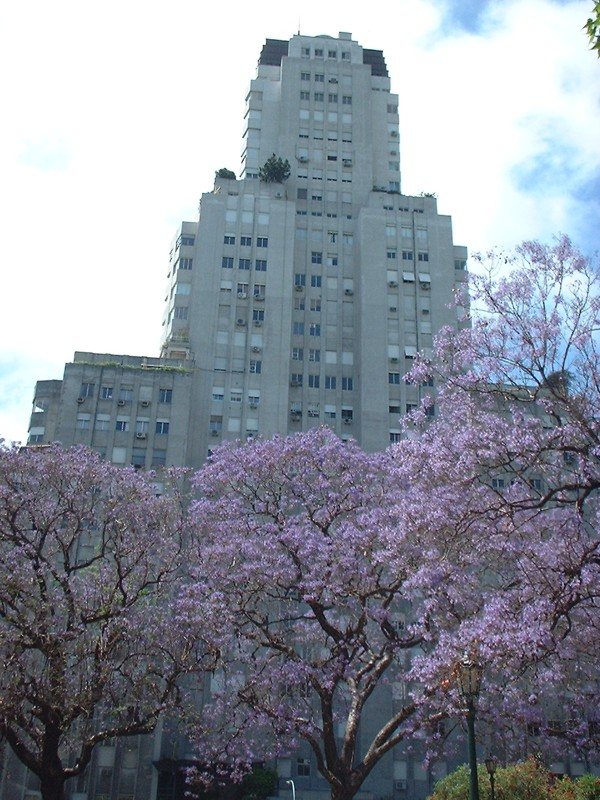
Edificio Kavanagh